# Juan Pérez de Loyola (-d. 1473)

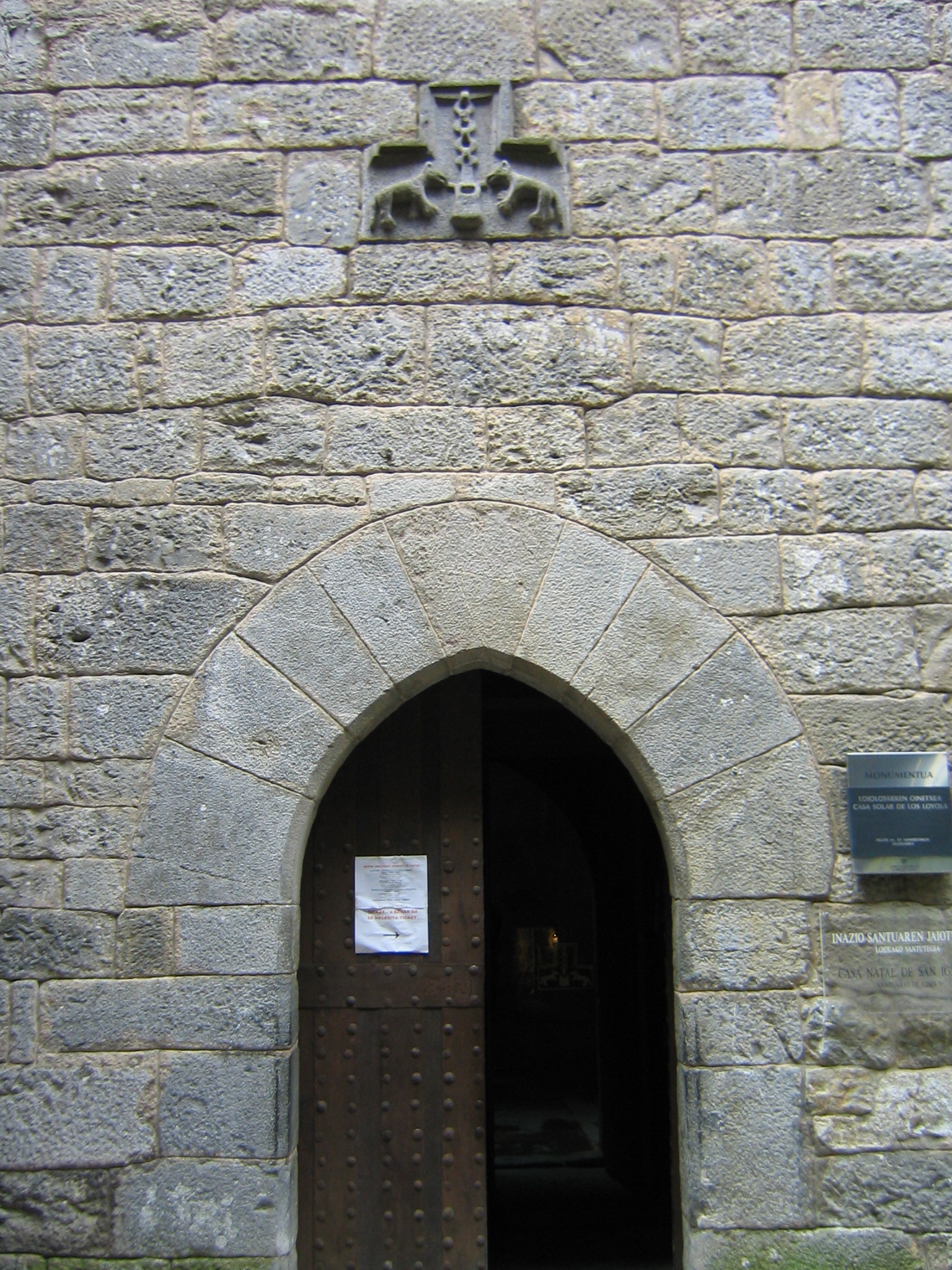
Vista de la entrada de la casa-torre de Loyola, de donde fue señor, Juan.

Juan Pérez de Loyola (-Tolosa, d. de 1473) fue un noble guipuzcoano, conocido por ser abuelo paterno de San Ignacio de Loyola, fundador de la Compañía de Jesús.

## Biografía
Fue uno de los hijos del matrimonio formado por Sancha Yáñez de Loyola y Lope García de Lazcano. Juan tuvo seis hermanos:
- Ochanda, casada con Juan de Oyanguren.
- María Urtayzaga, casó con Martín García de Anchieta.
- Inés  casada con Juan Ochoa de Emparan.
- Teresa.
- María, casada con Iñigo Ibáñez de Aurgaste.
- Marina casada con el bachiller Juan Pérez de Vicuña.[1]
- Beltrán.

Juan casó 1438 con Sancha Pérez de Iraeta. Sancha era hermana de Juan Beltrán de Iraeta, señor de la casa de Iraeta.
Participó en la Guerra de Bandos y suscribió el desafío de 1456 como Pariente Mayor. Tras este episodio, el año siguiente Enrique IV lo desterró a Jimena para que sirviera como militar en la frontera durante cuatro años. Fue amnistiado por este monarca en 1460.
Su mujer Sancha murió en 1473. Tras la muerte de su mujer, Juan pasó a vivir en la calle Nueva en Vitoria. En este lugar conviviría con una mujer conocida como doña Hermosa, de la que tendría dos hijos. Se desconoce la identidad exacta de doña Hermosa, Unzueta Echevarría apunta a que pueda tratarse de una mujer de condición judía.
Murió en Tolosa, sin haber testado.

## Descendencia
De su matrimonio con Sancha Pérez de Iraeta tuvo tres hijos:
- Beltrán Yáñez de Loyola, que sucedería a su padre y fue progenitor de Ignacio de Loyola.
- María López, casada Juan Pérez de Ozaeta.

- Catalina (-1532) que contraería matrimonio con Juan Martínez de Emparán, señor de la casa y solar de Emparán. Tuvieron dos hijas: Catalina y María López.

De su relación con doña Hermosa tuvo dos hijos:
- Bernardo Vélez de Loyola (1474-a. 1551), casado con Guiomar Fernández. Tuvieron dos hijos, entre ellos el explorador Juan de Salinas y Loyola.
- Felipe Vélez de Loyola.

También tuvo otro hijo ilegítimo, de madre desconocida: Juan, que sería eclesiástico.